# ناديجدا الكسندروفنا روتشكا
ناديجدا ألكساندروفنا روشكا (الروسية: Надежда Александровна Ручка ؛ المعروفة أيضًا باسم ناديا روشكا) ولدت في 16 أبريل 1981) مغنية وكاتبة أغاني وممثلة وعارضة أزياء روسية. كانت عضوا في مجموعة "Blestyashchiye" الروسية.

## الحياة الشخصية
كانت نادية روتشكا على علاقة بالمغني الروسي ألكسندر مارشال. من 2013 إلى 2015 خرجت مع مكسيم أوسادشي. في عام 2016 بدأت بالخروج مع دينيس بوياركو. في 17 أغسطس 2017، أنجبت ابنًا اسمه ليف.